# Parigny (Mancha)
Parigny foi uma comuna francesa na região administrativa da Normandia, no departamento Mancha. Estendia-se por uma área de 11,64 km². Em 2010 a comuna tinha 2 751 habitantes (densidade: 236,3 hab./km²).
Em 1 de janeiro de 2016, passou a formar parte da nova comuna de Grandparigny.